# Tarabai Shinde
Pour les articles homonymes, voir Shinde.
Tarabai Shinde (1850–1910) est une militante féministe indienne qui s'est engagée contre le système de caste et le pouvoir patriarcal en Inde au XIXe siècle. Elle est notamment connue pour son pamphlet en marathi intitulé Stri Purush Tulana (en français : "Une comparaison entre femmes et hommes"), publié en 1882. Ce texte, souvent considéré comme la publication fondatrice du féminisme indien moderne, constitue une critique du patriarcat des castes supérieures. Cet écrit pointant les écrits religieux hindou comme source de l'oppression sexuelle des femmes est encore controversé aujourd'hui.

## Jeunesse et famille
Tarabai Shinde est née en 1850 dans une famille marathe à Buldhana dans la province coloniale britannique du Berar, dans le Maharashtra moderne ; à noter qu'elle grandit à l'époque où le Raj britannique était à son apogée et où la qualité de vie des femmes dans le pays avait empiré, du fait des nombreuses réformes oppressantes. Elle est fille unique dans une fratrie de quatre frères, et ne pouvant pas suivre d'éducation formelle, Tarabai Shinde a été scolarisée à domicile par son père, Barapuji Hari Shinde, qui lui apprit le marathi, le sanskrit et l'anglais. Lui-même était un radical, employé dans l'administration coloniale en tant que chef de bureau auprès du Deputy Comissioner of Revenues, il a écrit un livre intitulé "Hint to educated natives" en 1871. Tout au long de son éducation, Tarabai Shinde était une grande lectrice : à la fois de la littérature moderne et de la littérature classique, ce qui la différenciait grandement des autres femmes de son époque,.

### Mariage
Mariée jeune, Tarabai ne répond tout de même pas aux conventions de l'époque : en effet, le couple emménage dans la maison familiale de cette dernière, cela lui permet de jouir de plus de liberté que les femmes marathes de l'époque. Elle suit la pratique du gharjavai qui s'oppose aux coutumes traditionnelles imposant à la femme mariée de déménager chez son mari. Plus encore, Tarabai Shinde décide de ne pas avoir d'enfants : un choix audacieux qu'elle doit défendre tout au long de sa vie face à une société qui considère les femmes mariées sans enfants comme un exemple de perversion sociale,. Dans son travail, elle nous apprend qu'elle a passé sa vie isolée : en marathomal, l'isolement marathi des femmes.

### Satyashodhak Samaj
Tarabai Shinde fait partie des membres fondateurs, avec d'autres militants indiens comme le couple Jyotirao et Savitribai Phule, de l'organisation progressiste Satyashodhak Samaj (ou "La communauté de recherche de la vérité") qui lutta sous la domination britannique pour plus d'égalité sociale, pour l'abolition du systèmes de castes, pour la libéralisation des droits politiques et pour l'égalité des sexes. Shinde et les Phules concevait l'oppression selon différent axes distinct mais interdépendants comme le genre ou les castes. En 1848, bien avant la naissance de Tarabai, le couple Phule commence ses actions sociales en fondant une école pour éduquer les filles de castes inférieures. Plus tard, en 1854, le couple fonde un refuge pour les veuves de castes supérieures qui ont pu être répudiées, ostracisées et interdites de se remarier. Tarabai Shinde participe activement à ces deux entreprises lorsqu'elle obtient l'âge de le faire, c'est une formation qui façonne considérablement ses idées concernant les oppressions du genre et des castes dans la société indienne de son temps,.

## Stri Purush Tulana
Son écrit le plus connu est Sri Purush Tulana, en français "Une comparaison entre femmes et hommes". Dans cet essai, Shinde attaque le système de castes, les inégalités sociales qui en sont issues et les conceptions de ses camarades activistes indiens, qu'elle qualifie de "patriarcales", qui appréhendent les castes comme l'antagonisme principal de la société hindou.

Selon les universitaires indiennes Susie Tharu et K. Lalita :
"Stri Purush Tulana est probablement le premier texte féministe depuis la poésie de la Période Bhakti. Mais les travaux de Shinde sont également importants de par la rupture qu'ils apportent avec les intellectuels et militants de l'époque, alors principalement préoccupés par les atrocités et oppressions facilement identifiables des femmes et veuves hindous : Tarabai Shinde, alors isolée, a été capable d'élargir le cadre de l'analyse à la superstructure et la fabrication idéologique de la société patriarcale. Elle comprend que les femmes, partout, sont semblablement opprimées."

### Origine de l'écrit
Stri Purush Tulana  a été écrit en réponse à une série d'articles publiés en 1881 dans le journal Pune Vaibhav (hebdomadaire connu pour sa politique orthodoxe et anti-réformiste), à propos d'un fait divers : une jeune veuve brahmane, Vijayalakshmi in Surat, a été reconnue coupable du meurtre de son fils illégitime, cet avortement (par peur de la disgrâce sociale et de l'ostracisme) lui vaut d'être condamnée à la pendaison (puis, après appel, à la déportation à vie),,. Ce qui fait réagir Tarabai Shinde c'est le ton méprisant qu'adoptent ces articles : les journalistes insultent la "nouvelle morale lâche" des femmes indiennes, elles-mêmes dépeintes comme détestables,.

Ayant travaillé avec des veuves de castes supérieures à qui il était interdit de se remarier, Shinde connait bien les pratiques consistant à violer et engrosser les veuves de sa propre famille. Le livre analyse justement l'exercice de funambule que doivent opérer les femmes entre les titres de "bonne femme" et de "prostituée" ainsi que la différence de traitement entre les hommes et les femmes en 40 pages, Tarabai Shinde déclare justement à ce propos : 
« Je le fais dans l’espoir que vous pourriez cesser de traiter toutes les femmes comme si elles avaient commis un crime et de faire de leur vie un enfer pour cela. » 

### Revendications exprimées
Elle tient des propos assez révolutionnaires par ailleurs, elle demande au lecteur de ne pas considérer les hommes comme des êtres indestructibles mais bien comme les équivalents des femmes, aussi imparfaits l'un que l'autre. Tarabai Shinde dénonce l'hypocrisie des lois de cette époque et plaide pour le remariage des veuves, pour l'abolition des codes de comportements strictes pour les femmes et vient même à critiquer la religion hindoue, en grande partie coupable de l'oppression des femmes. Elle n'hésite pas non plus à s'attaquer à l'adultère, considéré comme le pire péché que pourrait commettre une femme, en affirmant que si une femme trompe son mari c'est de sa faute à lui puisque cela prouve qu'il n'est pas capable de maintenir sa femme heureuse. Tarabai Shinde finit par dire que, pour prévenir l'adultère, il suffit de laisser aux femmes le choix de leur mari - ainsi, elle n'aurait pas à le tromper puisqu'elles en seraient amoureuses.
Concernant le remariage, Tarabai invoque les écrits religieux pour appuyer sa réflexion : elle explique que lors du remariage, les shastra (en)s permettent à la reine de choisir un rishi de son choix pour engendrer un enfant à la mort de son mari, cela rejoint sa revendication du choix dans le mariage. En somme, l'activiste invite à repenser le mariage par rapport aux veuves, à la nécessité et l'importance du choix mais aussi par rapport aux enfants et aux castes / revenus (elle dénonce ce genre de mariages).

### Publication et réception
Après la publication de son travail dans le Shri Shivaji Press à Pune en 1882 et à hauteur de 500 exemplaires, les journaux locaux ont condamné et ridiculisé Tarabai Shinde. C'est une première réception hostile qui la réduit au silence puisqu'elle n'a publié aucun autre ouvrage,. Son texte a cependant reçu les louanges de Mahatma Jyotirao Phule, important militant pour la réforme sociale : il l'a recommandé à ses camarades et le texte a été cité dans le deuxième numéro du Satsar, le journal de l'organisation Satyashodhak Samaj (Jyotirao Phule l'a commencé en 1885). Cependant, le texte reste largement méconnu jusqu'en 1975, date à laquelle il a été redécouvert et réédité.

La première traduction en anglais date de 1994 et a été faite par Rosalind O'Hanlon. En France, cet écrit est publié le 1er avril 2005 chez Indigo et Côté-femmes et a pu être agrémentée d'une préface de Martine Van Woerkens. La préfacière situe l'écrit de Tarabai Shinde dans son contexte et établit une comparaison avec deux autres écrits féministes provenant des mêmes milieux réformateurs : The High Cast Hindu Woman de Ramabai Medhavi publié en 1887 et Mémoires de Notre Vie Ensemble de Ramabai Ranade publié en 1910. Ces trois écrits se rejoignent sur la critique du traitement des femmes dans la Religion hindoue traditionnelle et les coutumes contemporaines, l'écrit de Ramabai Medhavi est un essai explicatif et démonstratif tandis que celui de Ramabai Ranade est autobiographique, se concentrant sur la relation qu'elle entretenait avec son époux Mahadev Govind Ranade. Véronique Bouillier, anthropologue à l'École des hautes études en sciences sociales, écrit justement un compte rendu sur le texte de Shinde d'après la préface de Martine Van Woerkens, publié le 28 juin 2007 : 
« Paru quelques années auparavant, le texte de Tarabai Shinde tranche par sa violence et sa passion : apostrophant les hommes, haranguant les dieux, elle manie l’ironie et la provocation et ne s’arrête pas aux contradictions. Irrévérencieuse, se moquant des textes sacrés et des figures convenues du panthéon, elle n’hésite pas à les invoquer pour exalter le motif traditionnel du pouvoir féminin ou shakti. »

### Analyse de l'œuvre
Véronique Bouillier, toujours dans ce même article, analyse de manière profonde les écrits de Tarabai Shinde et établit des conclusions concernant le rapport qu'entretient l'activiste avec les hommes : 
« Décrivant un univers social profondément vicié, elle stigmatise l’hypocrisie et la bassesse des hommes en termes fréquemment haineux (« ces tigres à l’apparence humaine, aveuglés de convoitise, complètement ivres d’alcool, aux corps gonflés d’avoir consommé trop de viande, ces milliers d’hommes bêtes » [p. 72], « quel chacal roublard vous êtes ! » [p. 67], ou encore « on pourrait parler à l’infini de vos fourberies » [p. 89]). »
Mais aussi celui qu'elle entretient avec le colonialisme : 
« Cette dénonciation du sort fait aux femmes l’amène à avoir une position ambivalente face au colonialisme : tout en raillant les Indiens anglicisés vus comme de serviles imitateurs, elle chante néanmoins les louanges des colonisateurs (« Que Dieu fasse durer éternellement le règne des Britanniques, car grâce à leur règne les femmes ont bénéficié d’éducation » [p. 67]). Ce qu’elle reproche à ces derniers c’est leur refus d’intervenir dans les domaines socioreligieux : « Pourquoi un gouvernement qui a fait tant de choses pour votre bien-être ne se mêlerait-il pas de vos affaires pour délivrer les faibles femmes des tourments imposés par votre religion creuse ? » (p. 71). »
En somme, Véronique Bouillier fournit une riche analyse des écrits de Tarabai Shinde qui permet d'éclairer tout un pan du féminisme en Inde : 
« Avec son style tout en rupture de tons, parfois populaire, spontané, cru, parfois savant, littéraire jusqu’à l’alambiqué, que la traduction rend habilement (malgré certains anachronismes qui surprennent), la diatribe de Tarabai Shinde et sa contextualisation par la préface de Martine Van Woerkens donnent accès à un univers culturel où à la violence oppressive de la tradition répond la virulence de sa dénonciation. On y retrouve la liberté de parole de ce qu’on connaît au Maharashtra sous le nom de « chants de la meule », chants de femmes volontiers satiriques ou revendicatifs. »